# Машина-дуелянт
«Машина-дуелянт» (англ. The Dueling Machine) — науково-фантастичний роман американського письменника Бена Бови, опублікований у 1969 році.
Роман, який вважається одним із перших творів з елементами кіберпанку, описує машину, здатну відтворити віртуальний світ, у якому два супротивники можуть кинути виклик один одному на дуель без наслідків у реальному світі.
Роман є продовженням попереднього омонімічного оповідання, написаного Беном Бовою у співпраці з Майроном Р. Льюїсом, опублікованому 1963 року в науково-фантастичному журналі «Аналог: наукова фантастика та факти». Роман належить до серії «Вартові», до якої, окрім власне «Машини-дуелянта», належать попередні романи «Зоряні завойовники» 1959 року та «Зоряний вартовий» 1964 року.

## Видання
Натхнення до написання роману прийшло до Бена Бови та Майрона Р. Льюїса, його колеги з дослідницької лабораторії Avco Everett Research Laboratory у Массачусетсі: вони входили до фехтувальної команди, під час тренування на парковці в Бостоні багато сперечалися про гіпотетичну можливість створення машини, яка здатна була б зіткнути з двома суперниками у віртуальній дуелі. Згодом вони вирішили розвинути ідею в короткому оповіданні, яке опублікували в травневому номері журналу «Аналог: наукова фантастика та факти» за 1963 рік і спільно підписали. Деякі ідеї, розкриті в повісті, серед іншого, випливають із попереднього оповідання Бена Бови «Наступний логічний крок», також опублікованого в «аналозі» у травні попереднього року; в останньому з вище вказаному творів автор уявляє собі машину, здатну відтворювати в свідомості гравців сценарії війни.
Декілька років по тому Беном Бова розширив твір, щоб він набув структуру та довжину, яка підходять для роману, опублікованого 1969 року з аналогічною назвою «Машина-дуелянт» і з підзаголовком «Ідеальний воїн». 

## Сюжет
|                                 | Панове, час завершився. Поєдинок закінчився. |
| — Ben Bova, The Dueling Machine |                                              |

Відомий Всесвіт поділений між п’ятьма альянсами: Скупченням Акватайнії, Світами Кераків, Лігою Шарно, Доменом Етра та Земною Федерацією.
Винахід машини, здатної зіткнути дві сторони конфлікту у віртуальному світі і довести їх до смерті без справжніх наслідків у реальному світі, погасили більшість насильницьких імпульсів; цей пристрій, задуманий вченим-еклектиком Альбертом Робертусом Леохом, має назву «Машина-дуелянт» і використовується для вирішення будь-яких суперечок, навіть з незначних причин.
Канус, диктатор Світів Кераків, хоче розширити свою владу, але зазнавши нищівної поразки проти Скупчення Акватайнії роками раніше, вирішує спочатку послабити цей союз, перш ніж розпочати атаку. План полягає в тому, щоб кинути виклик на дуель вищим політичним чиновникам Акватайнії на Машині-дуелянті та вбити їх не лише у віртуальній битві, а й у реальному світі, використовуючи телепатичні здібності Пар Одала, офіцера збройних сил Керака, під час дуелі. Шахрайство вдається, і під час наступних дуелей Еміль Дулак, прем'єр-міністр кластеру Аквітанія, впадає в кому, згодом також помирає його виконуючий обов'язки, Фернд Массан. Незабаром після цього зв’язуються з винахідником дуельної машини, щоб з’ясувати, чому горезвісно нешкідливий пристрій став смертельною пасткою. У той же час, Земна Федерація, стурбована експансіоністськими цілями світів Керак, доручає одному зі своїх офіцерів космічної гвардії, молодому другорядному лейтенанту Гектору, захистити професора Леоха і співпрацювати з ним, щоб виявити будь-який саботаж у роботі Машини-дуелянта.
А тим часом, завдяки знищенню ключових фігур в уряді Ліги Шарно, також за допомогою Машини-дуелянта, Канусу вдається приєднати всі планети Шарніан до Світів Кераків. Диктатор, однак, стурбований тим, що Лео вдасться розкрити шахрайство, наказує Одалу викликати вченого на дуель з метою його вбивства. Гектор втручається у двобій під час віртуального двобою й кидає виклик Одалу, щоб надати Лео час розкрити техніку, за допомогою якої керакіанці вдається вбити своїх супротивників під час віртуальних дуелей. Щоб отримати підказки, Лео переконує непокірну дочку прем’єр-міністра Акватайнії Джері Дулак дозволити їй проаналізувати розум свого батька, який перебуває в комі після першого зіткнення з Одалом. Проведені аналізи мтають фатальними для Еміля Дулака, але вчений Лео виявляє обман. Майор керакіанців, завдяки телепатичним здібностям, якими він наділений, у віртуальному світі підключається до зовнішніх спільників, щоб подумки здолати опонента, який став жертвою потрясіння. Розкриття шахрайства дозволяє Гектору зіткнутися з Одалом, не загинувши в бою. Тим часом Гектор і Гері закохуються один в одного.
Перевіряючи Машину-дуелянта, Лео розуміє, що обладнання можна використовувати як телепорт, як до Скупчення Акватайнії, так і Світів Керака, які починають розробляти відкриття для військових цілей. Одал використовує божевільного Кануса як піддослідну свинку, щоб налаштувати ефективну телепортацію, і під час одного з експериментів він переміщується в Скупчення Акватайнії замість Гектора, який займає його місце у Світах Кераків. Космічна варта рішуче втручається, щоб добитися звільнення заручника, і таємно підтримує дисидентського міністра закордонних справ Світів Керак Роміса в його змовах проти диктатора. Завдяки втручанню Одала та використанню Машини-дуелянта як телепорта, Космічна варта здійснює бліц-атаку у ворожому світі, після чого Гектор звільняється, Канус відсторонений від влади, а на його місце приходить Роміс.
Одал дізнається з історії цінність дружби з Гектором, вірність якого він отримав змогу оцінити. Наприкінці оповідання Джері прощає Одалу вбивство свого батька і виходить заміж за старшого лейтенанта Гектора, якого тим часом підвищив до лейтенанта сам Гарольд Спенсер, головнокомандувач Космічної гвардії.

## Головні герої
- Гектор — Старший лейтенант космічної гвардії, неоковирний і незграбний, але з великодушною душею і наділений великою відвагою. Щойно він випускається з військової академії, після чотирьох років навчання, отримує доручення захистити професора Лео та співпрацювати з ним для захисту Аквайтайнії від спроб завоювання з боку Світів Керак.
- Еміль Дулак — Прем'єр-міністр Кластера Акватайнії, викликаний Одалом на дуель на Машині-дуелянті, зазнає поразки та незрозумілим чином впадає в кому.
- Фернд Массан — Виконувач обов’язків прем’єр-міністра Кластеру Акватайнії після смерті Еміля Дулака. Викликаний Одалом на дуель, теж втрачає життя на Машині-дуелянті.
- Альберт Робертус Лео — Вчений, який винайшов Машину-дуелянт.
- Гарольд Спенсер — Головнокомандувач Космічної гвардії Земної Федерації.
- Джері Дулак — Закохана в Гектора дочка Прем'єр-міністра Акватайнії.
- Пар Одал — Майор збройних сил Світів Керак, незаконно та потайки використовує свої телепатичні здібності, щоб перетворити результат бою в дуельній машині на свою користь.
- Канус — Диктатор Світів Керак, очолює режим терору. Спраглий влади, прагне завоювати світи інших союзів.
- Кор — Голова Таємної служби Світів Керак і безпосередній начальник Одала.
- Роміс — Міністр закордонних справ Світів Керак, який уже перебував в уряді до приходу до влади Кануса, якого він ненавидить.